# Just Dance (videojuego)
Just Dance  es un videojuego creado por Ubisoft para la Wii. Es el primer videojuego de la serie Just Dance. Su sucesor es Just Dance 2. Salió a la venta en octubre de 2009.

## Recepción

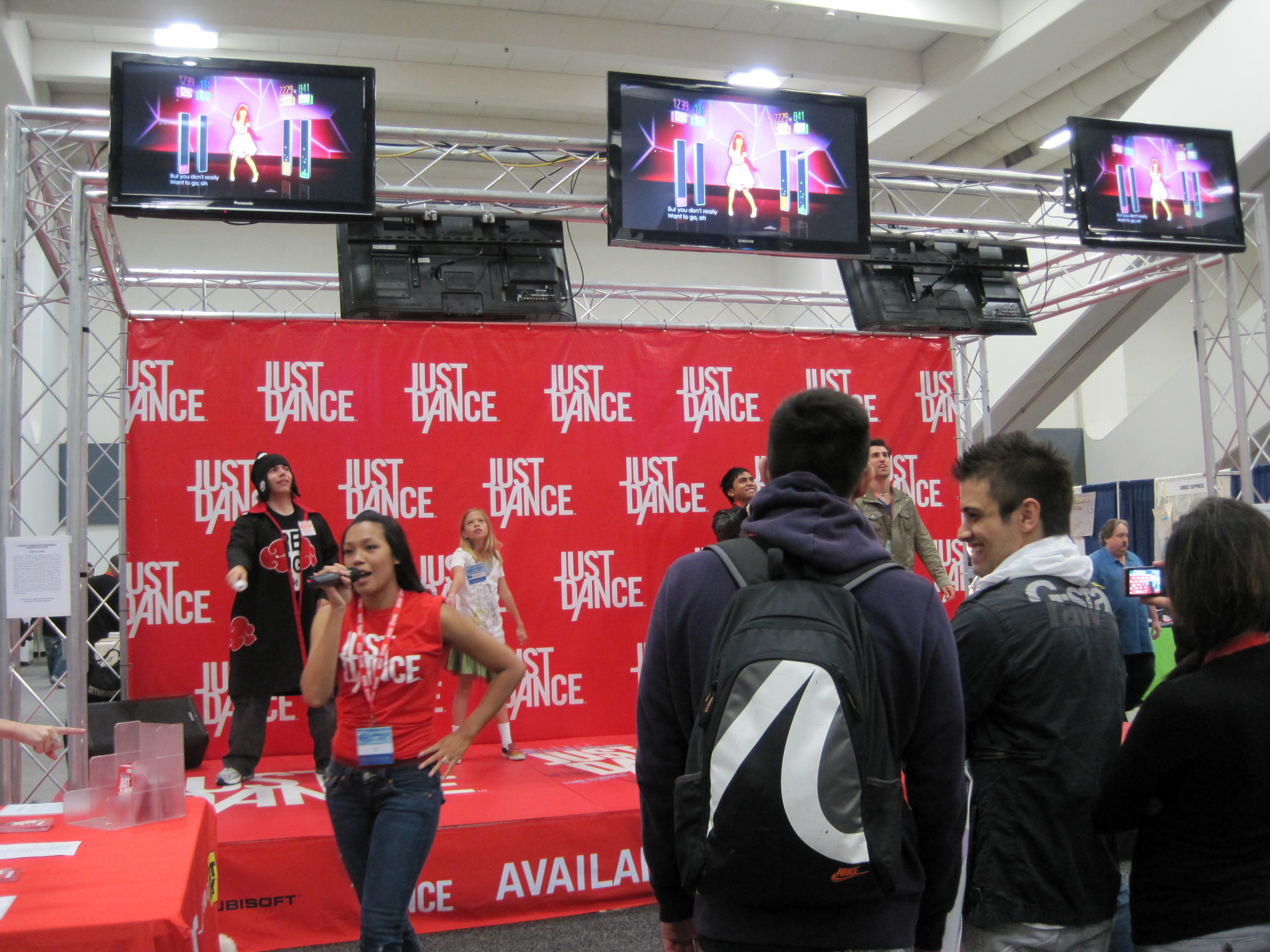
Just Dance en WonderCon

Just Dance recibió bastantes críticas negativas,, con una calificación promedio de 49 sobre 100 en la web Metacritic.
Los aspectos que señalaron como "deficientes" en el juego, eran el sistema de detección de movimiento, los controles y el sistema de clasificación. También opinaron que se deberían crear canciones desbloqueables, lo cual se llevó a cabo a partir del juego siguiente.
Sin embargo, a nivel de ventas, Just Dance consiguió récords de ventas en Reino Unido en abril de 2010, con ventas que alcanzan los 2.000.000. siendo así, la serie de danza más vendida de la historia. Además, es el videojuego de Ubisoft para Wii de mayor éxito. En diciembre de 2010, Just Dance había vendido 4,3 millones en todo el mundo.
Es un juego de baile hecho para todos los públicos, en el cual no es necesario ningún tipo de accesorio y cualquiera puede manejar el juego gracias a los controles instintivos del mando de Wii. Con dicho juego se pueden aprender movimientos de años atrás como de los 80, los 90 y de la actualidad. Además, consta de diferentes tipos de música como la música disco, rock, pop, etc… 

## Lista de canciones
El juego tiene 32 canciones.
| Canción                        | Artista                                        | Técnica | Físico | Año  | Bailarín |
| ------------------------------ | ---------------------------------------------- | ------- | ------ | ---- | -------- |
| «Acceptable in the 80s»        | Calvin Harris                                  | 3       | 3      | 2008 | ♀        |
| «A Little Less Conversation»   | Elvis Presley                                  | 2       | 2      | 1969 | ♂        |
| «Bebe»                         | Divine Brown                                   | 2       | 1      | 2009 | ♀        |
| «Can't Get You Out of My Head» | Kylie Minogue                                  | 2       | 1      | 2002 | ♀        |
| «Cotton Eye Joe»               | Rednex                                         | 1       | 3      | 1995 | ♀        |
| «Dare (canción)»               | Gorillaz                                       | 2       | 1      | 2006 | ♂        |
| «Eye of the Tiger»             | Survivor (banda)                               | 1       | 3      | 1983 | ♀        |
| «Fame»                         | Irene Cara                                     | 1       | 3      | 1981 | ♀        |
| «Funplex»                      | The B-52's                                     | 2       | 2      | 2009 | ♀        |
| «Girls & Boys»                 | Blur                                           | 2       | 2      | 1995 | ♀        |
| «Girls Just Want to Have Fun»  | Cyndi Lauper                                   | 1       | 2      | 1984 | ♀        |
| «Groove Is in the Heart»       | Deee-Lite                                      | 3       | 2      | 1991 | ♀        |
| «Heart of Glass»               | Blondie                                        | 2       | 1      | 1980 | ♀        |
| «Hot n Cold»                   | Katy Perry                                     | 1       | 3      | 2009 | ♀        |
| «I Get Around»                 | The Beach Boys                                 | 2       | 1      | 1965 | ♂        |
| «I Like to Move It»            | Reel 2 Real                                    | 2       | 2      | 1995 | ♀        |
| «Jerk It Out»                  | Caesars                                        | 3       | 3      | 2004 | ♂        |
| «Jin-Go-Lo-Ba»                 | Fatboy Slim                                    | 3       | 2      | 2005 | ♀        |
| «Kids in America»              | Kim Wilde                                      | 2       | 2      | 1981 | ♀        |
| «Le Freak»                     | Chic (banda)                                   | 2       | 1      | 1979 | ♀        |
| «Louie Louie»                  | Iggy Pop                                       | 1       | 3      | 1994 | ♂        |
| «Lump»                         | The Presidents of the United States of America | 1       | 3      | 1995 | ♂        |
| «Mashed Potato Time»           | Dee Dee Sharp                                  | 1       | 1      | 1963 | ♀        |
| «Pump Up the Jam»              | Technotronic                                   | 2       | 3      | 1990 | ♂        |
| «Ring My Bell»                 | Anita Ward                                     | 2       | 1      | 1980 | ♀        |
| «Step By Step»                 | New Kids on the Block                          | 2       | 2      | 1991 | ♂        |
| «Surfin' Bird»                 | The Trashmen                                   | 1       | 3      | 1964 | ♂        |
| «That's the Way»               | KC and the Sunshine Band                       | 3       | 1      | 1976 | ♂        |
| «U Can't Touch This»           | MC Hammer                                      | 2       | 3      | 1993 | ♂        |
| «Wannabe (canción)»            | Spice Girls                                    | 1       | 2      | 1997 | ♀        |
| «Who Let the Dogs Out?»        | Baha Men                                       | 3       | 2      | 2001 | ♂        |
| «Womanizer»                    | Britney Spears                                 | 2       | 1      | 2009 | ♀        |

Un «(*)» indica que la canción es una Versión de la original.